# Вуди Вудпекер (мультфильм)
Вуди Вудпекер, Дятел Вуди (англ. Woody Woodpecker; The Cracked Nut) — первый мультфильм в серии фильмов с Дятлом Вуди, цветной (Technicolor). Выпущен 7 июля 1941 года. Фильм был спродюсирован Walter Lantz Production и дистрибутирован Universal Pictures.

## Сюжет
Жители леса (три птички и белка) из-за эксцентричных выходок Вуди Вудпекера начали обсуждать то, что он является сумасшедшим. Вуди полностью их поддерживает. И решил отправиться к психиатру. Доктор Харс Багги (Dr. Horace N. Buggy), зверь с шотландским акцентом работает врачом и принимает Вуди на осмотр. В процессе мультфильма выясняется, что доктор незнаком с медициной кроме как по кино и он тоже был чокнутым.

## Цитаты

### Вуди
Все считают, что я спятил

Только потому что дупло я,

Как любой обычный дятел,

Делаю во всех деревьях

Я стучу!

Стучу по дереву!

Да я почти совсем,

Совсем сошёл с ума!
- Да, да. Правильно. Сошёл с ума. Абсолютно точно. Такому место в сумасшедшем доме.
- Привет док! Помните меня?

### Доктор Харс Багги
- Кажется в кино так делают.
- Любое сходство между мной и врачом чисто случайное.
- Не обращайте на него внимания ребята. Он спятил.
- Вот это настоящий сумасшедший. Хорошо, что я нормальный. Или нет?

## Создание
- Режиссёр: Уолтер Ланц.
- Продюсер: Уолтер Ланц.
- Сценарий: Бен Хардевей, Джек Косгрифф.
- Голоса: Мел Бланк, Сара Бернер, Хансен Бернис, Маргарет Толбот Хилл, Дэнни Уэбб.
- Музыка: Даррелл Калкер.
- Анимация: Алекс Лови, Рэй Фарингер.
- Студия: Walter Lantz Productions.
- Дистрибьютор: Universal Pictures.

## Факты
- В сцене где Вуди выговаривал слово психиатр и сказал доктор, у него не нарисованы ступни.
- Доктор работает с 10:52 до 10:53.
- В мультфильме использовали приём «разрушение четвёртой стены». Вуди вылетел из окна прямо в кинозал.[1] Доктор сказал чтоб не обращали внимания. После Вуди показали в кресле зрителя.
- Доктор живёт в дыре на улице 4311.

## Релизы
В середине 1980-х годов мультфильм выпущен на VHS компанией «MCA Home Video», позже на видеодисках LaserVision. В СССР мультфильм распространялся на видеокассетах в одноголосом закадровом мужском переводе.
В России на телевидении мультфильм начали показывать на ОРТ в конце 1995 года.